# یورگن شوتز
یورگن شوتز (انگلیسی: Jürgen Schütz; ۱ ژوئیهٔ ۱۹۳۹ – ۱۹ مارس ۱۹۹۵) بازیکن فوتبال اهل آلمان بود.
از باشگاه‌هایی که در آن بازی کرده‌است می‌توان به باشگاه فوتبال تورینو، باشگاه فوتبال آ.اس. رم، باشگاه فوتبال بروسیا دورتموند، باشگاه فوتبال مونیخ ۱۸۶۰، باشگاه فوتبال مسینا، باشگاه فوتبال روت‌وایس اسن، و باشگاه فوتبال برشا اشاره کرد.
وی همچنین در تیم ملی فوتبال آلمان بازی کرده‌است.